# De Geschiedenis
De Geschiedenis (Italiaans: La Storia) is een roman van de Italiaanse schrijfster Elsa Morante uit 1974 en wordt beschouwd als haar belangrijkste werk. De Nederlandse vertaling uit 1982 is van Frederique van der Velde.

## Typering
De Geschiedenis speelt zich af in Rome tijdens en kort na de Tweede Wereldoorlog. De roman vertelt het verhaal van onderwijzeres Ida Ramundo en haar zonen Nino en Useppe. Useppe wordt geboren nadat Ida min of meer toevallig wordt verkracht door een Duitse soldaat op doorreis. In feite staat het perspectief van de kleine Useppe centraal in het boek. Useppe is een lichamelijk zwak maar bijzonder vrolijk kind. Zijn kinderlijke naïviteit en opgewektheid steken op bijna controversieel schril af bij zijn gewelddadige omgeving.
De Geschiedenis is geschreven in een sterk poëtisch, bijna sprookjesachtig proza, met veel symbolen. Het verloop van de Tweede Wereldoorlog wordt door Morante steeds in aparte ingelaste hoofdstukjes weergegeven. De roman is te lezen als een felle aanklacht tegen oorlog en misbruik van macht, ook in de individuele relaties tussen mensen. Morante beschrijft hoe eenvoudige burgers hierdoor psychisch gehavend raken en er uiteindelijk aan onder door gaan.

## Citaat
Er was een afwezige, slaapdronken Ida die haast in trance toekeek hoe de andere Iduzza zich aftobde. Die Ida schrok bij het rinkelen van de wekker wakker, onderwees op school en gaf privé-lessen, stond in de rij voor de winkels en zat in de tram om van wijk naar wijk te gaan volgens een of andere tevoren vastgestelde norm... Maar hoewel de tweede Iduzza degene was die handelde, was ze merkwaardigerwijze de onwerkelijkste van de twee; alsof zij en niet die andere toebehoorde aan de bedrieglijke wereld van de nachtelijke dromen die haar weliswaar ontgingen, maar die misschien toch niet ophielden haar te kwellen.

## Trivia
- La Storia werd in 1986 verfilmd door Luigi Comencini met Claudia Cardinale in de hoofdrol.
- De Geschiedenis werd in 2002 opgenomen in de lijst van 100 beste boeken uit de wereldliteratuur, samengesteld op initiatief van de gezamenlijke Noorse boekenclubs en de Zweedse Academie.